# Grand Monster Slam
Grand Monster Slam is een videospel voor verschillende platforms. Het spel werd uitgebracht in 1989.

## Platforms
| Platform     | Jaar |
| ------------ | ---- |
| Amiga        | 1989 |
| Atari ST     | 1989 |
| Commodore 64 | 1989 |
| DOS          | 1989 |

## Ontvangst
| Beoordeeld door                | Platform     | Datum | Score |
| ------------------------------ | ------------ | ----- | ----- |
| Pixel-Heroes.de                | Commodore 64 | 2003  | 100%  |
| Pixel-Heroes.de                | Amiga        | 2003  | 100%  |
| ASM (Aktueller Software Markt) | Amiga        | 1989  | 85%   |
| The One                        | Atari ST     | 1989  | 85%   |
| Power Play                     | Amiga        | 1989  | 79%   |
| Power Play                     | Atari ST     | 1989  | 76%   |
| Power Play                     | DOS          | 1989  | 75%   |
| Power Play                     | Commodore 64 | 1989  | 73%   |
| Zzap!                          | Amiga        | 1989  | 72%   |
| Zzap!                          | Commodore 64 | 1989  | 71%   |
| CU Amiga                       | Amiga        | 1989  | 71%   |
| ST/Amiga Format                | Amiga        | 1989  | 54%   |